# Roger Elvenes
Roger Elvenes, född 29 april 1968 i Lund, är en svensk ishockeyspelare från Ängelholm. Han anses av många som en av de bästa spelarna i Rögle BK:s historia och kallas ofta för Mr Rögle. Han har fått sitt tröjnummer 13 upphissat i taket i Lindab Arena och det får inte användas av någon annan spelare i Rögle. Med 591 matcher är Roger Elvenes den spelare som gjort näst flest matcher för Rögle och han ligger tvåa i den totala assistligan samt trea i poängligan. Flest matcher har Jakob Johansson spelat, med 787 matcher från 1996-2014.
Elvenes blev aldrig professionell i NHL under sin karriär men blev draftad 1988 av Toronto Maple Leafs i åttonde rundan (153:e spelare). Tillsammans med sina bröder Stefan och Tord bildade de en brödrakedja i Rögle BK.